# Jodi Neralakere, Nagamangala
Jodi Neralakere là một làng thuộc tehsil Nagamangala, huyện Mandya, bang Karnataka, Ấn Độ.